# Pochówek

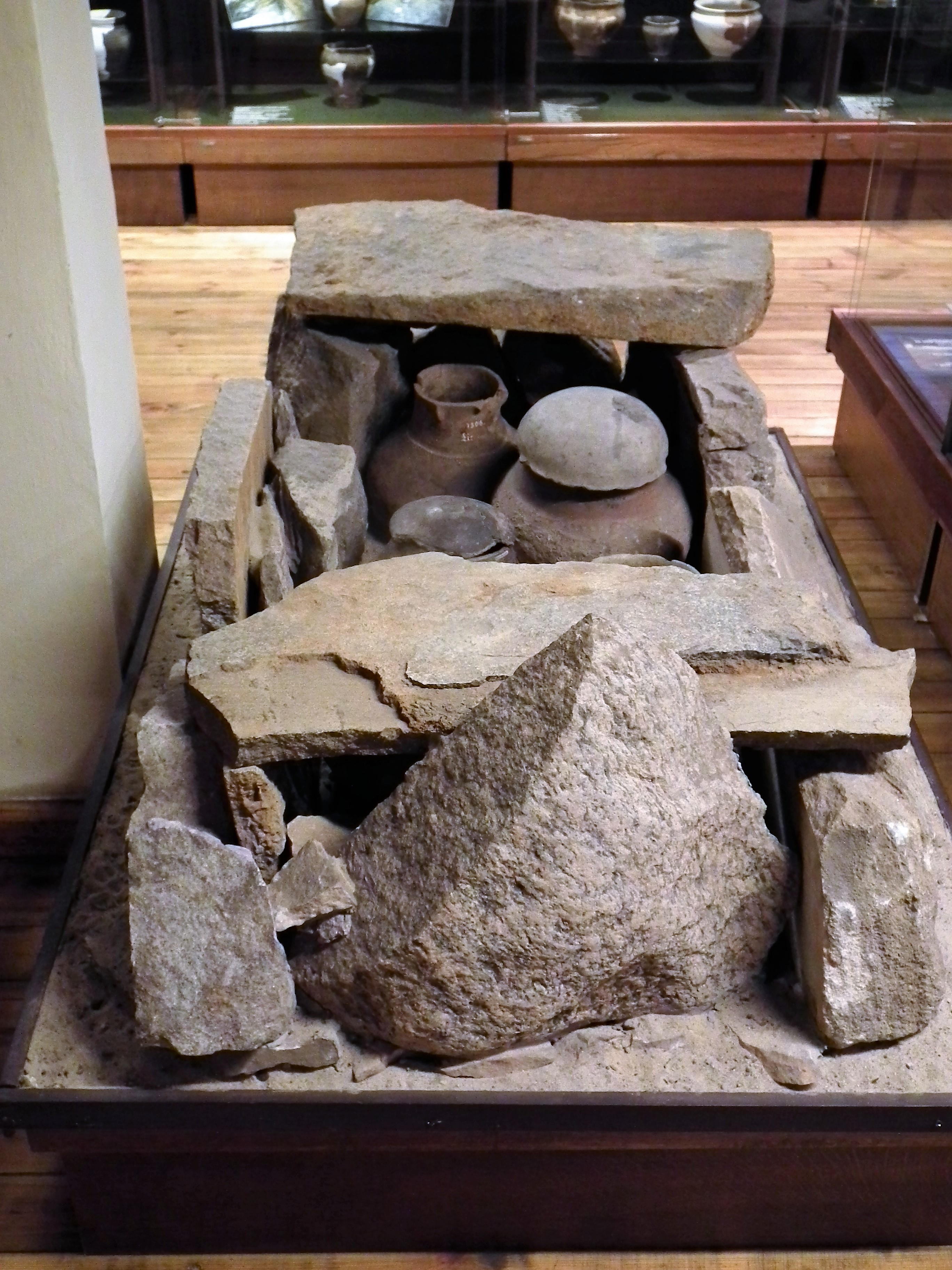
Pochówek (rekonstrukcja grobu skrzynkowego kultury pomorskiej)

Pochówek (grzebanie umarłych) – pochowanie zmarłego w różnych kulturach i okresach historycznych przybierało rozmaite formy. Nazwa pochówek związana jest z miejscem, w odróżnieniu od pogrzebu, z którym związany jest obyczaj, obrzęd. Najczęstszą formą pochówku współcześnie jest grzebanie ciała zmarłego w ziemi w trumnie oraz kremacja zwłok (także resomacja). W Azji nadal spotykany jest pogrzeb powietrzny – pozostawienie ciała na pożarcie zwierzętom (zwłaszcza ptakom drapieżnym). W Indiach powszechne jest ciałopalenie, a wraz ze zmarłym pali się część jego dobytku.
Wśród ludów Europy w okresie przed naszą erą stosowano pochówek ciałopalny, przy czym mężczyzn chowano z ich bronią, a kobiety z ozdobami. Wikingowie palili ciała swoich zmarłych w łodziach. U Celtów znany był pochówek symboliczny (kenotafia) dla ludzi, którzy zginęli w obcych stronach. Słowianie grzebali spalone prochy zmarłych w urnach, w ziemi usypanej w kurhan.
Pradawną formą w Afryce było niegdyś zjadanie ciała zmarłego. W Chinach 1–2 tys. lat p.n.e. pozostawiano zwłoki zmarłych w jaskiniach oraz na platformach skalnych. Tunguzi zawieszali je na drzewach.  W Indiach, Persji i Iranie w XVI–XX w. w niektórych religiach eksponowano zwłoki zmarłych w wieżach milczenia, uznając je za nieczyste.
W czasach nowożytnych przemiany obyczajów doprowadziły do chęci zachowania szczątków zmarłych. Pojawiły się grobowce, cmentarze, gdzie skupia się wiele grobów w jednym miejscu. Od czasów starożytnego Egiptu mumifikuje się ciała zmarłych aby zachować ich wygląd, wydobywa się ich kości, aby przeznaczyć je na relikwie.
Z pochówkiem ściśle związany jest ceremoniał pogrzebu, różny w każdej społeczności i części świata.